# Edificio dell'opus sectile
L'Edificio dell'opus sectile (III,VII,8) è un edificio romano che si trovava nella regio III della città romana di Ostia.

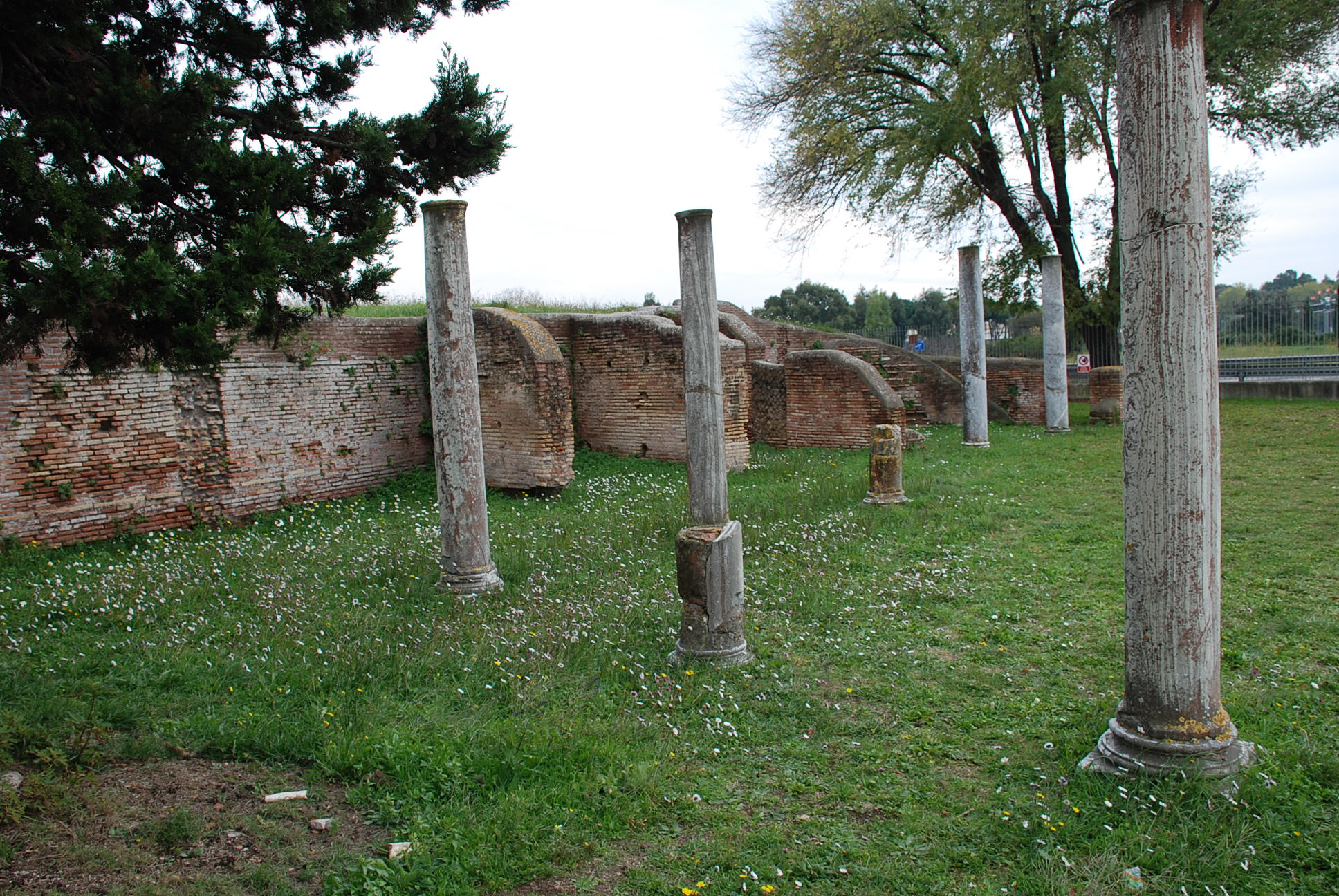
Resti del cortile interno

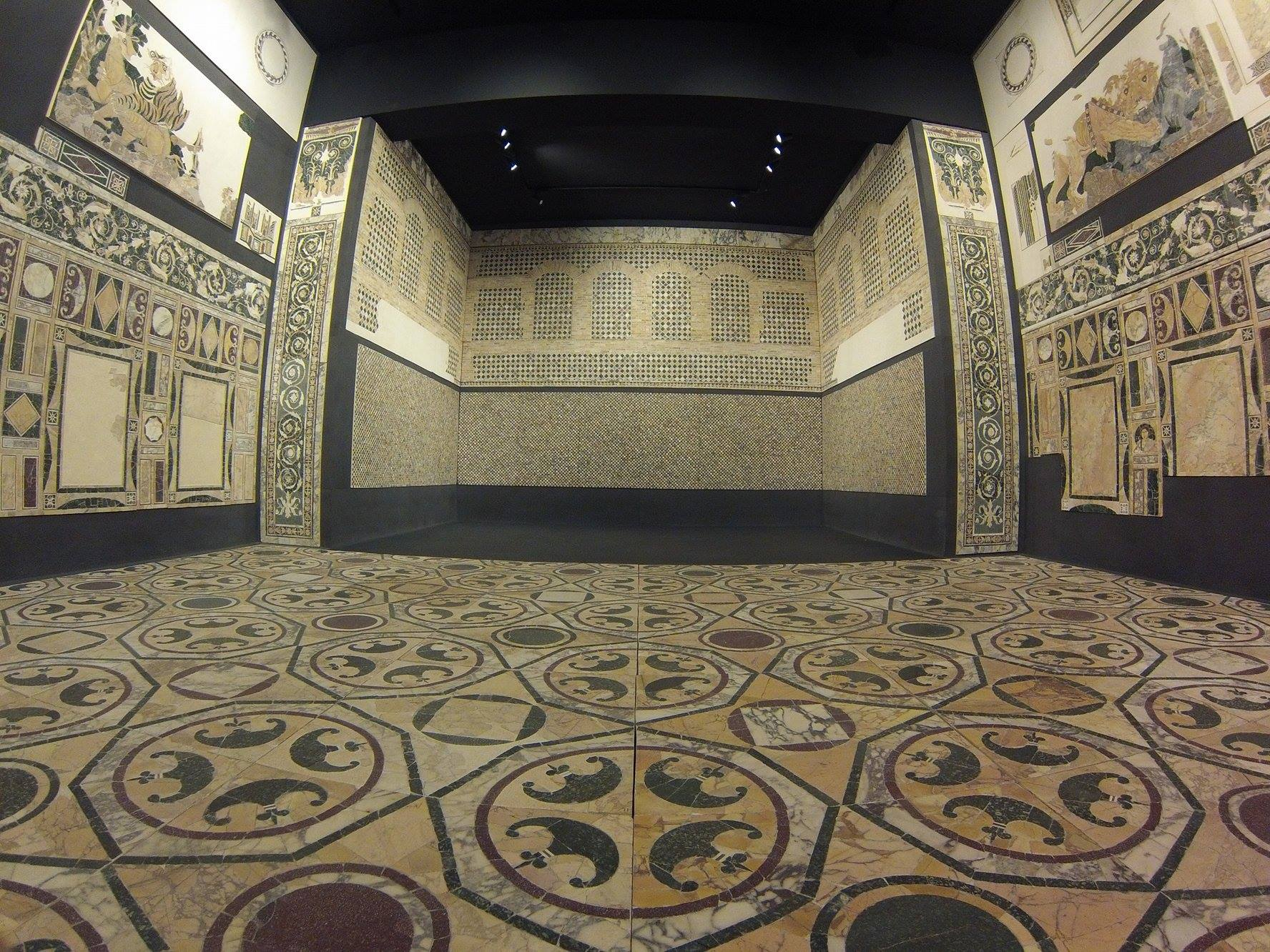
Opus sectile dalla domus

## Descrizione
Questo edificio, che deve il nome alla decorazione in opus sectile che decorava una delle sue stanze, si trova nella parte meridionale della regio, con l'ingresso sul decumano massimo,  fuori Porta Marina, direttamente dietro l'antica spiaggia, confinante con un caseggiato (III,VII,7), di fronte alla Loggia di Cartilio Poplicola (IV,IX,1). Di questo edificio, costruito nel IV secolo d.C. sopra una antecedente domus del II secolo d.C., ancora si dibatte se si trattasse di una ricca domus o di una sede collegiale.
Gli scavi degli anni 1938-1942, condotti da Guido Calza e Italo Gismondi, si interruppero quando fu scoperta la famosa decorazione murale in marmo, opus sectile, da cui l'edificio prese il nome. La decorazione fu ulteriormente dissotterrata negli anni 1959-1961 ma si dovette aspettare il 1969 per avere la prima descrizione completa del complesso pubblicata da Giovanni Becatti.
L'edificio era accessibile tramite un vestibolo con portico dall'ultimo tratto del decumano massimo, che conduce all'angolo nord-est di un cortile colonnato, che per la maggior parte fu distrutto dal mare ed oggi è coperto dalla strada moderna. A est del cortile c'è una fila di stanze, tra cui un'esedra, con due colonne all'ingresso e con un pavimento in marmo. Ulteriori stanze sono state trovate a nord del cortile, tra cui una grande scalinata verso ovest, oltre alla stanza dove è stato trovato l'opus sectile. Per qualche motivo il livello in questa parte dell'edificio è stato abbassato di 1,5 m.
L'opus sectile è stato trovato crollato sul pavimento e il suo restauro ha richiesto molti anni. Nel 2006 è stato portato dal museo di Ostia al Museo dell'Alto Medioevo all'EUR di Roma. Sulla parete est c'erano raffigurazioni di animali e persone: sono raffigurati due leoni che attaccano un cervo, un busto di un Cristo benedicente con aureola e barba, e un busto di un giovane. Sulla parete ovest c'era una tigre che attaccava un cervo.
Il lato sud delle pareti laterali della parte posteriore della stanza era decorato con pilastri in opus sectile, con raffigurazioni di viticci, uccelli, lumache, farfalle e vermi. Sulle pareti della parte posteriore il marmo imita l'opus mixtum e le finestre, e persino le ombre. L'imitazione dell'opus mixtum in mattoni e tufo è sorprendente, poiché si tratta di un materiale che è di qualità inferiore al marmo.